# Elecciones estatales extraordinarias de Hidalgo de 2016
Las elecciones estatales extraordinarias de Hidalgo se realizaron el 4 de diciembre de 2016, en ellas se eligió al ayuntamiento de Omitlán de Juárez. La elección realizada en junio de ese año fue anulada por el Tribunal Electoral del Estado de Hidalgo debido a que el candidato ganador, José Luis Ordaz del Partido Verde Ecologista de México, realizó actos de campaña en una procesión religiosa. Originalmente las elecciones estaban planeadas para febrero de 2017.

## Resultados
|  | 1.6 % |

|  | 44.7 % |

|  | 3.6 % |

|  | 40.3 % |

|  | 5.2 % |

|  | 2.8 % |

|  | 0 % |

|  | 1.4 % |

|  | 100 % |